# Leonardo da Silva Souza
Leonardo da Silva Souza (n. 18 martie 1992) este un fotbalist brazilian care joacă pentru Partizan.